# Dante Zuñiga
Dante Zuñiga es un futbolista argentino que juega en la demarcación de volante central; su equipo actual es el Club Social y Deportivo Atlanta de Vedia del Torneo del Interior.

## Trayectoria
Zuñiga se formó en Alianza Cutral Có de Neuquén, en donde jugó desde el 2001 hasta el 2003 en el Argentino “B”.
En el 2004, fue a préstamo a la Asociación Deportiva Centenario, otro equipo de Neuquén que se encontraba en la misma categoría. Allí pasó a la zona de grupos, pero luego fue eliminado en la segunda ronda en manos de Deportivo Madryn por 4-2 en el global.
Después de seis meses, regresó al club que lo vio nacer, Alianza Cutral Có. Allí jugó hasta el 2006.
A continuación, Zuñiga pasó al Club Rivadavia de Lincoln, en donde jugó durante seis años (de 2006 al 2012) jugó un total de 182 partidos y convirtió 9 goles. Rivadavia tuvo buenas campañas con Zuñiga en el Argentino “A”, llegó a la final contra Brown de Puerto Madryn en el 2007 por el torneo Clausura donde cayó derrotado.
Ese buen pasar del volante por Rivadavia le abrió la puerta a la Primera B Metropolitana, Deportivo Morón puso la vista en él y lo contrató en el 2012. En la última temporada, recibió diez amarillas y una roja. Aparte, convirtió un gran gol ante Deportivo Armenio en una victoria por 3 a 0, ese fue el único gol que hizo con la camiseta de Morón. Igualmente, Zuñiga se ganó tempranamente la titularidad y fue uno de los pilares del equipo que se salvó del descenso en la temporada anterior.
En 2014, el Club Atlético Platense, lo compra para afrontar la nueva temporada de la Primera B Metropolitana.
En junio de 2017 llegó a Bragado Club de la mano del "profe" Jorge Habegger para disputar el Torneo Federal B 2017 luego de una lesión que le impidió jugar los primeros dos encuentros en la 3 fecha retornó.

## Forma de juego
Volante con más despliegue que marca. Puede arrastrar, asistir y encargarse que los demás jueguen. 
Es un “5″ que necesita que lo acompañen, su fuerte no es la marca pero con la pelota y con sus movimientos hace cosas muy interesantes. 

## Clubes
| Club                                      | País      | Año               |
| ----------------------------------------- | --------- | ----------------- |
| Alianza Cutral Có                         | Argentina | 2001 - 2003       |
| Centenario (N)                            | Argentina | 2004              |
| Alianza Cutral Có                         | Argentina | 2004 - 2006       |
| Club Rivadavia de Lincoln                 | Argentina | 2006 - 2012       |
| Deportivo Morón                           | Argentina | 2012 - 2014       |
| Platense                                  | Argentina | 2014              |
| Club Villa Dálmine                        | Argentina | 2015              |
| Club Atlético Mitre (Santiago del Estero) | Argentina | 2016              |
| Bragado Club                              | Argentina | 2016–2017         |
| Club Atlético 9 de Julio                  | Argentina | 2018 - Actualidad |